# Angelmó

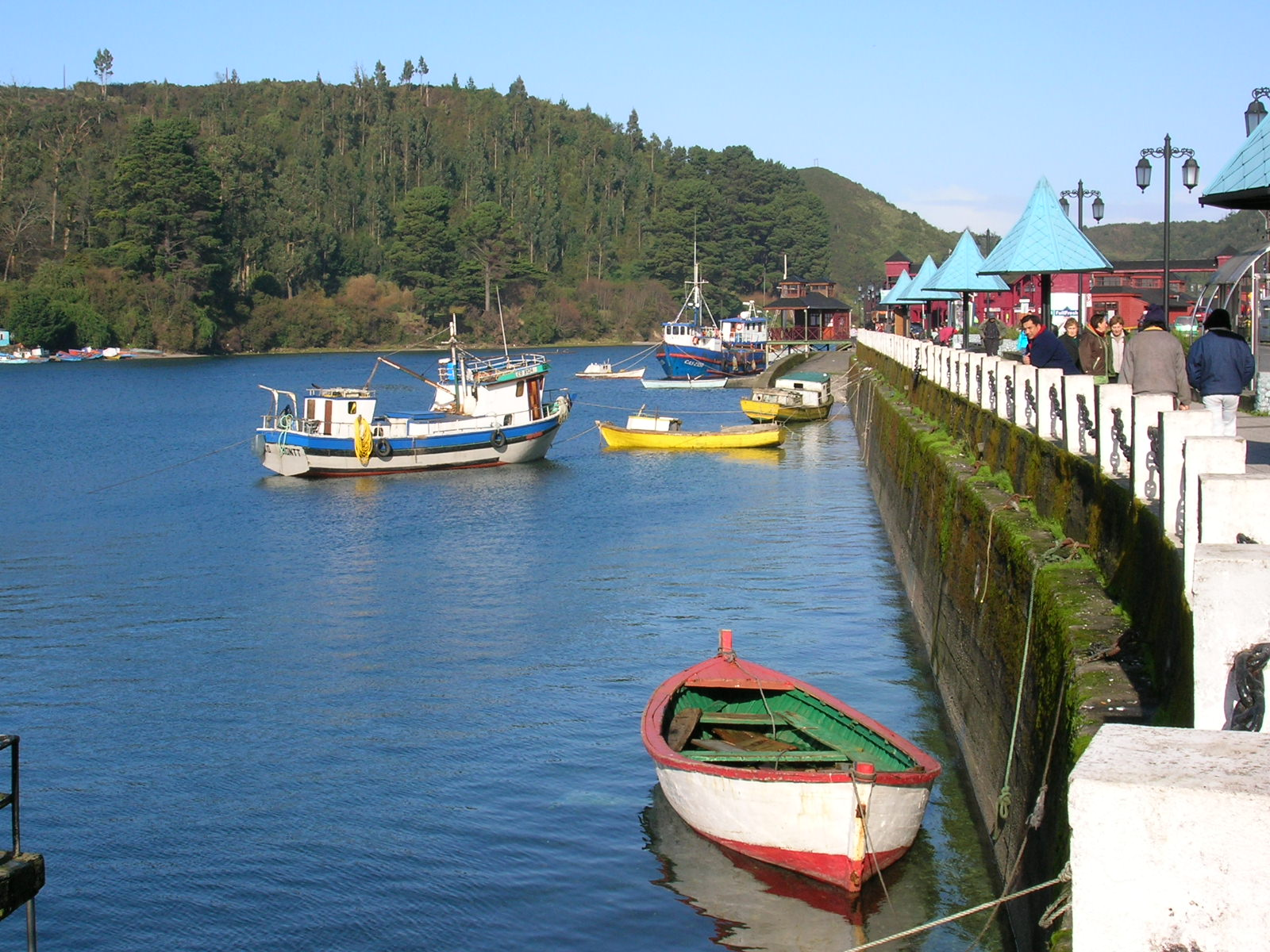
Vista da baía de Angelmó.

Angelmó é uma pequena baía localizada em Puerto Montt, frente à ilha Tenglo. Nasceu como um porto a fins do século XIX. 
Seu nome se deve aos indígenas que não pronunciavam bem o nome de Ángel Montt, médico que vivia próximo deste lugar e que os auxiliava junto às emergências. 
Na atualidade, é um centro de atrações turísticas que reúne una feria artesanal, um porto de embarque para o sul (Chiloé, Aisén, laguna San Rafael e Puerto Natales), palafitas e um mercado de mariscos e pescados.